# Schistostege nubilaria
Schistostege nubilaria är en fjärilsart som beskrevs av Jacob Hübner 1796/99. Schistostege nubilaria ingår i släktet Schistostege och familjen mätare. Inga underarter finns listade.